# Anton Balthasar König (Kupferstecher)

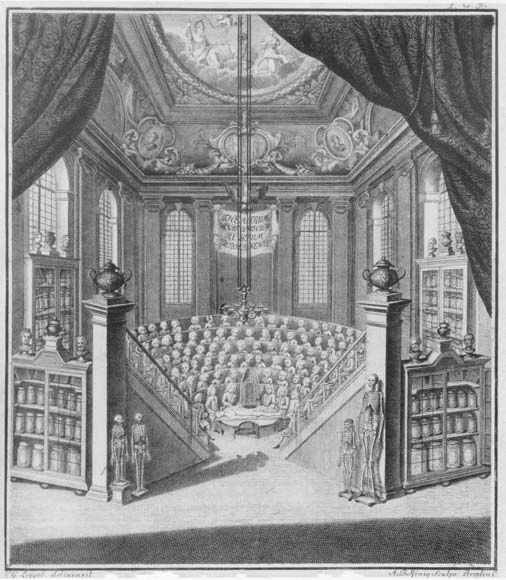
Das Anatomische Theater in Berlin (1720)
Kupferstich nach einer Zeichnung von Gottfried Leygeb

Anton Balthasar König (* 1693 in Berlin; † 1773 ebenda) war ein deutscher Kupferstecher und Ehrenmitglied der Akademie der Künste in Berlin.
 
Anton Balthasar König war der Sohn des „Churf. Brandenb. Hoff-Holzschneiders“ Antonius König. Er lernte erst bei seinem Vater, dann auf der Akademie der Künste zeichnen, bei Constantin Friedrich Blesendorf Kupferstechen und danach bei Carl Friedrich Göbel. Er machte sich dann als Kupferstecher selbständig, ging 1716 nach Dresden, nahm aber die dort angebotene Stelle nicht an, sondern kehrte nach Berlin zurück. 1717 wurde er Mitglied der Akademie und 1725 Ehrenmitglied. Einen Ruf von Zar Peter I. nach Russland lehnte er ab und zog es vor in Berlin zu bleiben. Er war mit dem Hofmaler Antoine Pesne befreundet, nach dessen Bildern er verschiedene Stiche anfertigte. Nach einer Vorlage von Gottfried Leygeb stach er das „Anatomische Theater“ in der Akademie der Wissenschaften. Im Alter beschäftigte er sich mit Blumenmalerei, brachte es aber in diesem Zweig nicht weit.
Verheiratet war er ab 1717 mit Luise Grassmann, mit der er vier Kinder hatte. Sein ältester Sohn Anton Friedrich König d. Ä. wurde Miniaturmaler in Berlin, sein Enkel Anton Friedrich König d. J. lebte und arbeitete als Medailleur, Bildhauer und Kupferstecher in Berlin. Ein anderer Enkel, Anton Balthasar König, war Historiker und Ordensrat beim Johanniterorden.